# Plattsburgh
Ne doit pas être confondu avec Plattsburg.
Plattsburgh est une ville américaine de l'État de New York, siège du comté de Clinton. 
Avec près de 20 000 habitants, il s'agit de la plus importante agglomération de cet État sur la côte Adirondack le long du lac Champlain. Avec sa banlieue, Plattsburgh, l'aire métropolitaine compte près de 32 000 habitants. Le village de Plattsburgh est fondé en 1785 et tient son nom de Zephaniah Platt, un des premiers propriétaires terriens de la région.

## Géographie

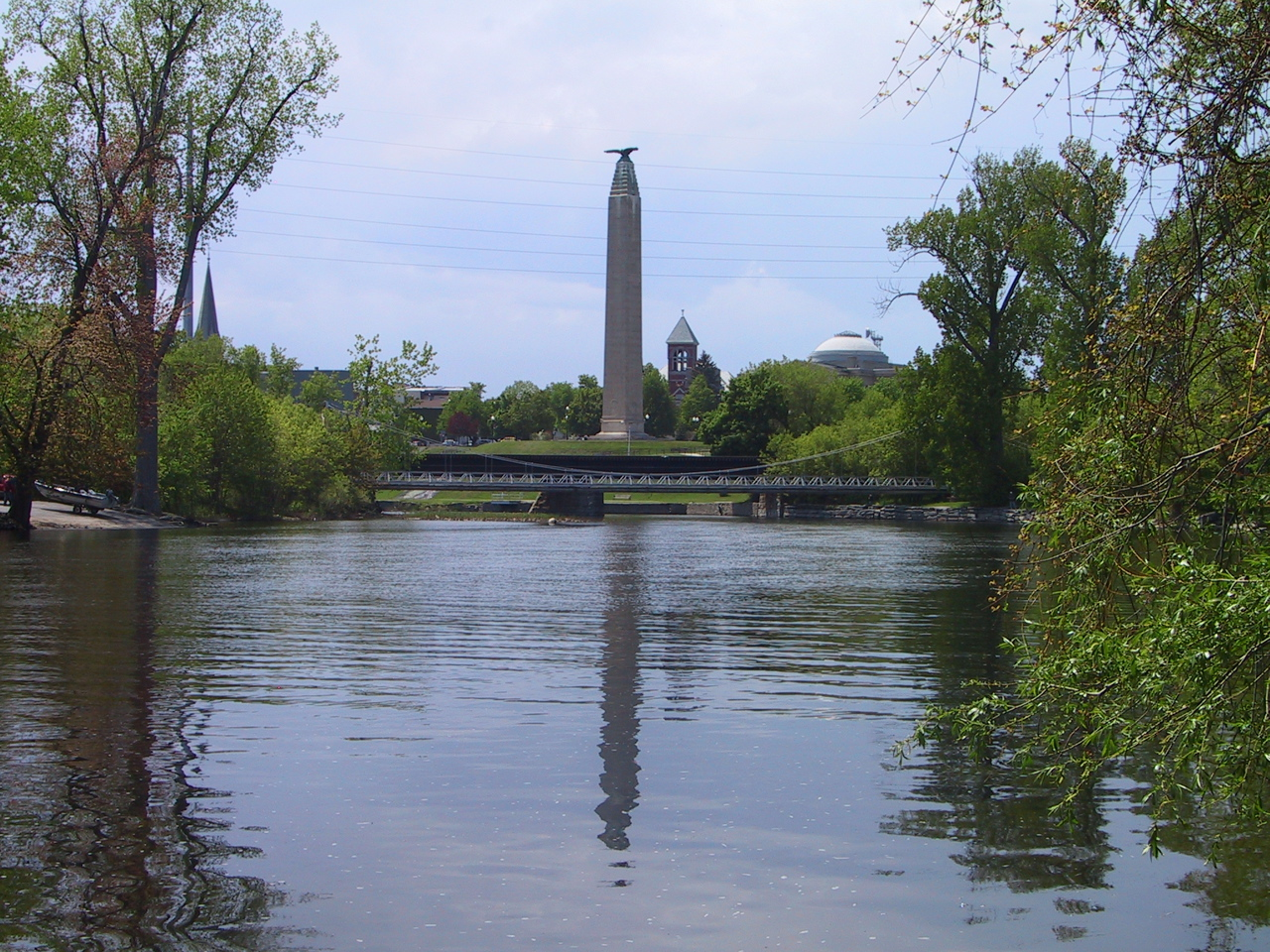
La rivière Saranac au parc Verdantique.

Plattsburgh est sis sur la rive ouest du lac Champlain dans la partie nord-est de l'État de New York. La rivière Saranac traverse la ville pour se jeter dans le lac Champlain. Le territoire de la municipalité occupe une superficie de 17,1 km2 dont 13,1 km2 sont terrestres et 4,0 km2 sont des surfaces d'eau.
| Altona (New York), Dannemora (New York) | Altona (New York), Dannemora (New York), Beekmantown, Chazy, Mooers, Champlain (New York) | North Hero (Vermont), Lac Champlain |
| Plattsburgh West                        | Plattsburgh                                                                               | South Hero (Vermont), Lac Champlain |
| Saranac (New York)                      | Peru (New York), Keeseville (New York), AuSable Chasm                                     | Burlington (Vermont), Lac Champlain |

## Urbanisme
Plattsburgh est desservie par l'autoroute 87 qui relie la frontière canadienne (autoroute 15 en provenance de Montréal à la capitale de l'État, Albany. La route fédérale 9 et la route d'État 22 la traverse en direction nord-sud, alors que les routes d'État 3, 190 et 374 le font en direction est-ouest.
La plus proche ville importante aux États-Unis est Burlington (Vermont) qui peut être atteinte en contournant le lac Champlain ou par traversier depuis Cumberland Head vers Grand Isle (Vermont) et par un traversier saisonnier depuis Port Kent, 16 km au sud de la ville. La métropole la plus proche est Montréal, Canada, à environ 100 km au nord.
L'aéroport international de Plattsburgh, anciennement la base aérienne de la USAF, a été terminé en février 2007. Il offre des vols vers Boston, par US Airways. Allegiant Air et Myrtle Beach Direct offre également des vols vers plusieurs destinations en Floride et à Myrtle Beach. FedEx and UPS offre un service de cargo.
Plattsburgh compte un service d'autobus régionaux par le Clinton County Public Transportation. Il est également desservi par Greyhound et Adirondack Trailways pour les connexions interurbaines mais la ville n'a pas de gare routière, l'arrêt se faisant à des points de service, comme des motels, le long des routes principales. Cependant la ville a une gare de train avec service par Amtrak entre Montréal et New York.

## Histoire

### Nouvelle-France
En 1609, le découvreur et premier gouverneur de la Nouvelle-France, Samuel de Champlain, se rend dans la vallée du lac Champlain. La région est occupée par les amérindiens Iroquois qui sont opposés aux tribus de la vallée du Saint-Laurent. Les Français prennent parti pour ces derniers et de nombreuses expéditions militaires sont menées pour pacifier la région. Le calme revient finalement au traité de paix de Montréal de 1701. La région est surtout un réservoir de fourrures pour les marchands de Montréal et un territoire d'évangélisation pour les missionnaires. Elle devient également la région frontière entre la Nouvelle-France et la Nouvelle-Angleterre. Le puissant fort Carillon est construit plus au sud pour repousser toute invasion vers le cœur du territoire français.

### Conquête anglaise et guerre d'indépendance américaine
La guerre de Sept Ans est le dernier chapitre de la lutte pour la suprématie de la Grande-Bretagne en Amérique du Nord. Le 8 juillet 1758, les troupes françaises, sous le commandement du Marquis de Montcalm, défont un opposant britannique supérieur en nombre à la bataille de Fort Carillon. Le printemps suivant les Britanniques ont pris le contrôle des Grands Lacs et menacent Québec. Les Français ne peuvent défendre adéquatement la région et le fort est détruit avant le repli des troupes pour ne pas le laisser aux troupes britanniques qui devaient l'attaquer.
Avec le traité de Paris de 1763, toute la Nouvelle-France passe dans le giron britannique qui transforme tous les territoires à l'ouest de Appalaches en territoires indiens afin de limiter l'expansion des colonies américaines qui commencent déjà à s'agiter. Les Britanniques firent peu de choses dans la région car dès 1774, c'est la déclaration d'indépendance des États-Unis.
La bataille navale de l'île Valcour durant la guerre d'indépendance des États-Unis se déroule au large de Plattsburgh dans le lac Champlain en 1776 et se conclut par une victoire britannique. Cependant, la guerre tourne à l'avantage des Treize colonies et se termine en 1783. La région passe donc sous contrôle de la nouvelle nation par le traité de Paris.

### Fondation
Zephaniah Platt reçoit un titre de propriété de la part de George Clinton, le gouverneur britannique, dans la région après la conquête britannique. Il fonde finalement la ville en 1785, en accord avec les nouvelles autorités américaines. La plupart des habitants sont cependant d'origine française et divisent la ville selon leurs traditions. Les rues reçoivent ainsi le nom des filles de commerçants et politiciens importants, de personnages célèbres comme Champlain et Montcalm. Ainsi, contrairement à la tradition britannique d'appeler l'artère principale « Main Street », la rue principale de Plattsburgh est nommée « Cornélie », qui deviendra plus tard Cornelia. Le village est incorporé en 1815 et devient une ville en 1902.

### XIXesiècle
Au XIXe siècle, Plattsburgh se développa comme port sur le lac Champlain. Lors de la guerre de 1812, la bataille navale du lac Champlain se déroula le 11 septembre 1814, juste au large de la ville. Malgré une puissance de feu ennemie supérieure, les forces navales américaines parviennent à vaincre un escadron britannique. Cette victoire leur permet de couper les lignes de ravitaillement navales des troupes britanniques et contraint celles-ci à se replier au Canada.
La population se diversifie et en 1861, une première synagogue, Temple Beth Israel, est construite. L'école normale de Plattsburgh est construite en 1889. Elle brûle en 1929 mais est reconstruite en 1932. Elle deviendra l'Université d'État de New York (SUNY) à Plattsburgh.

### XXesiècle

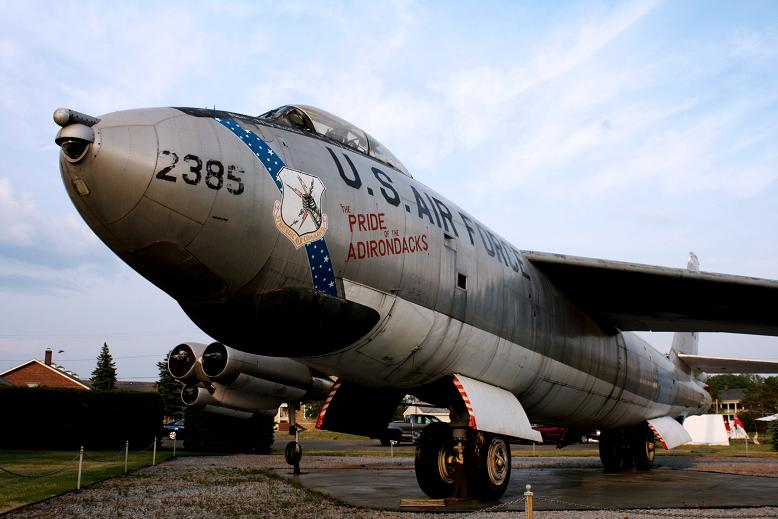
Bombardier B-47 avec inscription « Pride of the Adirondacks », un des deux avions exposés au parc aéronautique Clyde A. Lewis

Dans la seconde moitié du XIXe siècle, Plattsburgh obtiendra une importante base de la United States Air Force durant la Guerre froide. Sa position stratégique près des grands centres de la côte Est des États-Unis et en subsidence des montagnes Adirondacks permettait des conditions d'utilisation optimale. Elle fut le site de la première escadre de la côte Est du Strategic Air Command dont le 380e escadron de bombardement, un escadron de réapprovisionnement en vol et un escadron aérospatial. Des bombardiers B-52 Stratofortress et FB-111, ainsi que des avions ravitailleurs y furent stationnés. Ses immenses pistes furent désignées comme l'un des quatre sites d'atterrissage pour la navette spatiale américaine.
Le 1er septembre 1961, le 556e escadron de missile stratégique y commença ses activités. Les douze missiles de type Atlas F à carburant liquide étaient cachés dans des silos autour de la base. Dix de ceux-ci étaient de l'autre côté du lac au Vermont. L'escadron fut mis en alerte durant la crise des missiles cubains en 1962 puis fut démantelé en 1965, alors que les nouveaux missiles Minuteman à carburant solide, plus faciles à entretenir, furent déployés dans d'autres bases.
La base aérienne fut fermée le 29 septembre 1995 par des coupures dans les dépenses militaires après la fin de la Guerre froide. Les terrains furent rétrocédés à la communauté et le Plattsburgh Airbase Redevelopment Corporation (PARC) y a attiré des industries et des lignes aériennes civiles. L'aéroport dessert surtout le nord de l'État de New York et tente même de concurrencer l'aéroport international Pierre-Elliott-Trudeau de Montréal, à environ 100 km au nord, en offrant des vols à rabais vers différentes destinations.

### XXIesiècle
Durant les années 1980 et depuis la crise économique de 2008, le dollar canadien est fort par rapport au dollar américain et de nombreux Canadiens viennent faire des achats à Plattsburgh, où les taxes sont moins élevées. Comme la majorité de ceux-ci viennent du Québec, l'affichage bilingue anglais/français est assez courant. L'économie de la ville dépend surtout maintenant des industries autour de l'ancienne base aérienne, des usines de Bombardier Transport et Nova Bus qui assemblent des trains, rames de métro et autobus pour le marché des États-Unis, ainsi que de la papetière Georgia-Pacific.

## Administration
Le conseil municipal se compose d'un maire élu au suffrage universel et de six conseillers élus chacun dans un district. 

### Liste des maires
| Période                                  | Période          | Identité               | Étiquette         | Qualité |
| ---------------------------------------- | ---------------- | ---------------------- | ----------------- | ------- |
| Les données manquantes sont à compléter. |                  |                        |                   |         |
| 1er janvier 2000                         | 31 décembre 2006 | Daniel Stewart (en)    |                   |         |
| 1er janvier 2007                         | 31 décembre 2013 | Donald Kasprzak        | Parti républicain |         |
| 1er janvier 2014                         | 31 décembre 2016 | James E. Calnon        | Indépendant       |         |
| 1er janvier 2017                         | 31 décembre 2020 | Colin Read             | Parti démocrate   |         |
| 1er janvier 2021                         | 31 décembre 2024 | Christopher Rosenquest | Parti démocrate   |         |
| 1er janvier 2025                         | En cours         | Wendell K. Hughes      | Parti démocrate   |         |

## Démographie
| Groupe                           | Plattsburgh | New York | États-Unis |
| -------------------------------- | ----------- | -------- | ---------- |
| Blancs                           | 89,89       | 65,8     | 72,4       |
| Afro-Américains                  | 3,5         | 15,9     | 12,6       |
| Asiatiques                       | 2,8         | 7,3      | 4,8        |
| Métis                            | 2,4         | 3,0      | 2,9        |
| Autres                           | 1,1         | 7,5      | 6,4        |
| Amérindiens                      | 0,4         | 0,6      | 0,9        |
| Total                            | 100         | 100      | 100        |
|                                  |             |          |            |
| Hispaniques et Latino-Américains | 3,4         | 17,6     | 16,7       |

Au recensement de 2010, la ville comptait 19 989 personnes, 7 600 résidences et 3 473 familles. Le revenu moyen par résidence était de 28 846 $US et la médiane par famille de 46 337 dollars.
Selon l'American Community Survey pour la période 2010-2014, 90,07 % de la population âgée de plus de 5 ans déclare parler l'anglais à la maison, 2,33 % déclare parler le français, 2,06 % l'espagnol, 1,26 % une langue chinoise et 4,29 % une autre langue.

## Économie
Le tourisme est une activité économique importante de Plattsburgh, notamment avec le Cumberland Bay State Park, le centre Champlain et la plage municipale situés sur la baie Cumberland, au nord-est de la ville.

## Culture
Plattsburgh compte plusieurs établissements culturels et lieux historiques dont la bibliothèque publique de Plattsburgh, la bibliothèque Feinberg, le Crab Island Memorial, le monument de Samuel de Champlain, le monument McDonough, la maison Kent-Delord, le centre d'histoire Samuel de Champlain, le musée historique du comté de Clinton, le musée de la Guerre de 1812, le Champlain Valley Transportation Museum, le musée d'art de l'université d'État de Plattsburgh, le Srand Arts Center et le Strandt Theatre. Le film Frozen River, réalisé en 2007 par Courtney Hunt, est tourné à Plattsburgh.
Plattsburgh dispose de trois journaux : The Clinton County Free Trader Today d'un tirage de 15 000 exemplaires et fusionné avec le North Countryman en 2010, The Plattsburgh Press Republican à quelque 17 000 exemplaires et le Plattsburgh Burgh publié à environ 8 000 exemplaires. Plattsburgh compte deux stations de télévision, WPTZ, chaîne 5, affiliée à NBC  et WCFE-TV, chaîne 57, membre de PBS.

## Personnalités liées à la ville
- John F. O'Brien (en) (1857-1927), homme politique
- Jean Arthur (1900–1991), comédienne
- Bryan O'Byrne (en) (1931-2009), comédien
- Tom Chapin (en) (1945-), musicien
- Janet Duprey (en) (1945-), femme politique
- Rockwell Blake (1951-), ténor
- Michael P. Anderson (1959-2003), astronaute
- Daniel Stewart (en) (1962-), homme politique
- John Lloyd Young (1975-), comédien et chanteur
- Angelica Costello (en) (1978-), actrice porno
- Jesse Boulerice (1978-), joueur de hockey sur glace
- Dave Annable (1979-), comédien